# Августа фон Сакс-Гота-Алтенбург
Августа фон Саксония-Гота-Алтенбург (на немски: Augusta von Sachsen-Gotha-Altenburg; * 30 ноември 1719, Гота; † 8 февруари 1772, Лондон) от рода на Ернестински Ветини, е принцеса от Саксония-Гота-Алтенбург и чрез женитба принцеса на Уелс и майка на британския крал Джордж III.

## Живот
Тя е най-малката дъщеря, 15-о дете, на херцог Фридрих II фон Саксония-Гота-Алтенбург (1676 – 1732) и съпругата му, първата му братовчедка, Магдалена Августа (1679 – 1740), дъщеря на княз Карл Вилхелм от Анхалт-Цербст.
През 1735 г. Августа се запознава с принца на Уелс Фридрих Лудвиг фон Хановер и се уговаря тяхната женитба. На 16 години през 1736 г. тя е изпратена в Англия, без да знае английски.
Августа се омъжва на 8 май 1736 г. в капелата на дворец Сейнт Джеймс за 12 години по-големия Фридрих Лудвиг фон Хановер, принц на Уелс (1707 – 1751), най-възрастният син на крал Джордж II от Великобритания и съпругата му Каролина фон Бранденбург-Ансбах. Георг Фридрих Хендел композира за този случай Sing unto God.
Нейният съпруг умира през март 1751 г. и Августа става регентка на нейния най-голям син престолонасленика Джордж III. След възкачването на трона на нейния син през 1760 г. кралската майка се оттегля напълно от дворцовия живот. Тя умира на 8 февруари 1772 г. в Лондон от рак на гърлото и след седем дена е погребана на 15 февруари в Уестминстърското абатство.

## Деца
Августа и Фридрих имат девет децата:
- Августа Фридерика Луиза (* 11 август 1737, † 23 март 1813), ∞ 16 януари 1764 г. за херцог Карл Вилхелм Фердинанд фон Брауншвайг (1735 – 1806)
- Джордж III (* 4 юни 1738, † 29 януари 1820), крал на Великобритания и Ирландия, ∞ Шарлота фон Мекленбург-Щрелиц
- Едуард (* 25 март 1739, † 17 септември 1767), херцог на Йорк
- Елизабет Каролина (* 10 януари 1741, † 4 септември 1759)
- Уилям Хенри (* 25 ноември 1743, † 25 август 1805), херцог на Глостър и Единбург
- Хенри (* 7 ноември 1745, † 18 септември 1790), херцог
- Луиза Анна (* 19 март 1749, † 13 май 1768)
- Фридрих Вилхелм (* 24 май 1750, † 29 декември 1765)
- Каролина Матилда (* 22 юли 1751, † 10 май 1775), ∞ Кристиан VII, крал на Дания и Норвегия